# 白条类栉孔扇贝
，是莺蛤目海扇蛤科锦海扇蛤属的一种。主要分布于印度尼西亚、中国大陆、台湾，常栖息在潮间带低潮线附近，营附着生活、岩石、砂砾或珊瑚碎块上。